# Люен
Люен (фр. Luins) — громада в Швейцарії в кантоні Во, округ Ньйон.

## Географія
Громада розташована на відстані близько 110 км на південний захід від Берна, 30 км на захід від Лозанни.
Люен має площу 2,7 км², з яких на 13,6 % дозволяється будівництво (житлове та будівництво доріг), 75 % використовуються в сільськогосподарських цілях, 11 % зайнято лісами, 0,4 % не є продуктивними (річки, льодовики або гори).

## Демографія
2019 року в громаді мешкало 622 особи (+20,1 % порівняно з 2010 роком), іноземців було 29,9 %. Густота населення становила 233 осіб/км².
За віковим діапазоном населення розподілялося таким чином: 21,5 % — особи молодші 20 років, 65,8 % — особи у віці 20—64 років, 12,7 % — особи у віці 65 років та старші. Було 264 помешкань (у середньому 2,3 особи в помешканні).
Із загальної кількості 190 працюючих 95 було зайнятих в первинному секторі, 22 — в обробній промисловості, 73 — в галузі послуг.